# Occhio, malocchio, prezzemolo e finocchio
Pour plus de détails, voir Fiche technique et Distribution.
Occhio, malocchio, prezzemolo e finocchio est une comédie érotique italienne réalisée par Sergio Martino et sortie en 1983.
Le film est divisé en deux épisodes, Il pelo della disgrazia et Il mago, tous deux centrés sur le thème de l'occulte. Les protagonistes des deux épisodes sont respectivement Lino Banfi et Johnny Dorelli.

## Synopsis
Il pelo della disgrazia
Altomare Secca est propriétaire d'un magasin d'électroménager et a de nombreux problèmes, tant familiaux que professionnels. Il se sent seul, car sa femme, Giovanna, n'a d'yeux que pour les telenovelas, tandis que sa fille, Mariella, ne pense qu'à son petit ami, Carluccio, qu'Altomare déteste profondément. Un jour, il croise Corinto Marchialla. Altomare, qui est très superstitieux, subit une série de péripéties malheureuses et en vient à la conclusion que Marchialla est la source de tous ses malheurs.
Giovanna lui conseille de s'adresser à un magicien, le Roi de l'Occulte, qui lui révèle le moyen de neutraliser la malédiction : subtiliser des « cheveux poilus et soyeux » de son voisin, qui sont la cause de la malchance. Altomare invite alors ses voisins à dîner en mettant des somnifères dans le vin et Marchialla s'endort, tandis que Carluccio met un stimulant dans le verre de sa femme, Ludovica. Altomare accompagne Marchialla dans son appartement en prétendant vouloir l'endormir, mais Ludovica Marchialla le dérange parce qu'elle s'intéresse à lui, ce qui oblige Altomare à essayer de la chasser par tous les moyens.
Altomare se rase la Marchialla sur tout le corps ; pendant qu'il est au travail, Helen, sa maîtresse, fait irruption et met fin à leur relation car elle est convaincue qu'Altomare est homosexuel. Le lendemain matin, Altomare et Giovanna, convaincus de s'être débarrassés du mauvais œil, trinquent, mais la vendeuse l'avertit que pendant la nuit, des voleurs ont complètement vidé son magasin.
C'est alors que Marchialla révèle qu'il a un poil hérissé et soyeux qui repousse toujours sur son sourcil : Altomare saisit l'occasion et tente d'arracher le poil, mais se penchant trop, il tombe du balcon du cinquième étage ; heureusement, il tombe en douceur sur un camion car, dans sa chute, Altomare réussit à arracher le poil et à briser le mauvais œil.
Il mago
Gaspare Canestrari, dit « Le grand Gaspar », est un illusionniste de bas étage qui tente de devenir célèbre. Ses conditions de vie ne sont pas des meilleures, à tel point qu'il est contraint de vivre chez sa femme, Iole, et le frère de celle-ci, Alberigo, qui parviennent tant bien que mal à subvenir à ses besoins. Après une représentation désastreuse, son agent, le Cavaliere Aldrovandi, le laisse définitivement tomber, l'invitant à changer de métier. Un jour, Gaspare rencontre la Marquise Del Querceto, une sorcière âgée de 318 ans, qui lui transmet ses pouvoirs surnaturels. En échange, Gaspare doit lui apporter un cornet de glace à la pistache avant qu'elle ne meure, sinon ses pouvoirs disparaîtront.
Grâce aux pouvoirs de la sorcière, Le grand Gaspar devient rapidement un authentique phénomène de foire. Il est appelé dans un village où il n'a pas plu depuis longtemps et on lui demande de faire pleuvoir uniquement sur leurs terres : le magicien accepte, mais s'il se trompe, il devra être payé par Bastiano, qui ne l'aime pas vraiment. Après un petit malentendu initial, Gaspar lit le livret de la Marquise et réussit à faire pleuvoir. Après avoir appris ses nouveaux pouvoirs, le chevalier Aldrovandi rappelle Gaspar et, après un premier refus, il accepte de retravailler avec lui.
Aldrovandi parvient à arracher un oui au magicien Silvan pour lancer un défi à Gaspar mais, juste à temps, ses pouvoirs s'évanouissent, car la lettre de la marquise, lui demandant de lui apporter sa glace à la pistache, lui est parvenue tardivement et la marquise est donc morte. Gaspar, paniqué, tente de se retirer du concours, mais Aldrovandi le convainc de ne pas abandonner et son premier tour (deviner les détails d'un permis de conduire les yeux bandés) se déroule sans encombre grâce à l'aide de son beau-frère, Alberigo, qui lui communique les données à l'aide d'une petite radio. Après le numéro de Silvan, qui fait léviter une fille dans les airs, Gaspar tente le numéro de la boîte à couteaux et invite Aldrovandi lui-même à y participer, mais la représentation est un échec et, après une dispute, Silvan les fait redevenir amis.

## Fiche technique
- Titre original italien : Occhio, malocchio, prezzemolo e finocchio[1],[2],[3],[4],[5]
- Réalisation : Sergio Martino
- Scénario : Mario Amendola, Franco Bucceri, Bruno Corbucci, Romolo Guerrieri, Roberto Leoni, Sergio Martino, Franco Verrucci
- Photographie : Giancarlo Ferrando (it)
- Montage : Eugenio Alabiso
- Musique : Guido et Maurizio De Angelis
- Effets spéciaux : Celeste Battistelli, Paolo Ricci
- Décors : Antonello Geleng
- Costumes : Vera Cozzolino
- Société de production : Filmes International, Medusa Distribuzione, Nuova Dania Cinematografica
- Pays de production :  Italie
- Langue originale : italien
- Format : Couleurs - Son mono
- Genre : Comédie érotique italienne
- Durée : 113 minutes
- Date de sortie : 
  - Italie : 30 novembre 1983

## Distribution
Il pelo della disgrazia
- Lino Banfi : Altomare Secca
- Milena Vukotic : Giovanna Secca
- Gegia : Mariella Secca
- Janet Ågren : Helen
- Dagmar Lassander : Ludovica Marchialla
- Mario Scaccia : Corinto Marchialla
- Andrea Azzarito : Carluccio
- Elisa Kadigia Bove : Jenny, la gouvernante
- Luigi Uzzo : Commissaire
- Franco Javarone : Roi de l'occulte
- Dino Cassio : Officier de la Guardia di Finanza
- Bruno Rosa : directeur de banque
- Jessica Leri : vendeuse

Il mago
- Johnny Dorelli : Gaspare Canestrari dit « Le grand Gaspar »
- Adriana Russo : Iole
- Mario Brega : Alberigo
- Paola Borboni : Marchesa Del Querceto
- Renzo Montagnani : Chevalier Aldrovandi
- Ugo Bologna : entrepreneur, client du magicien
- Roberto Della Casa : client du magicien
- Anna Kanakis : femme du client du magicien
- Luigi Leoni : Artemio, majordome de la marquise
- Gloria Sirabella : maîtresse du Chevalier Aldrovandi
- Galliano Sbarra : réalisateur du numéro de Gaspar au début de l'épisode
- Franco Solfiti : présentateur du concours de magiciens
- Nicoletta Piersanti : aide du magicien
- Valerio Isidori : parent héritier de la marquise
- John Emmanuel Gartmann : parent héritier de la marquise
- Natale Tulli : Bastiano
- Giulio Massimini : policier de la circulation
- Ennio Colaianni : un agriculteur
- Silvan : lui-même